# Čekanka
Čekanka (Cichorium) je rod rostlin z čeledi hvězdnicovitých, podčeledi čekankových. V aktuálním taxonomickém pojetí zahrnuje 7 druhů převážně vytrvalých, méně často jednoletých či dvouletých, modře, bíle či růžově kvetoucích bylin, rozšířených původně v Evropě, západní a střední Asii a severní Africe. Vlivem člověka některé pěstované druhy postupně zdomácněly na všech kontinentech.

## Léčivé účinky
Čekanka obecná se používá při léčbě gastritidy, ledvinových a žlučníkových kamenech, angíně, žaludečních vředech, malárii. Léčí se s ní roupy, tasemnice, žloutenka, bolesti sleziny a kožní záněty. Zesiluje činnost srdce.

## Zástupci
Rod zahrnuje například tyto druhy:
- čekanka obecná (Cichorium intybus)
  - čekanka obecná setá (Cichorium intybus foliosum)
- čekanka listová či čekanka štěrbák (Cichorium endivia)